# Чевиот Хилс
Чевиот Хилс (на английски: Cheviot Hills) е възвишение, разположено на границата между Шотландия и Англия. Простира се на протежение от 75 km от югозапад на североизток и ширина до 50 km. На северозапад долината на река Тивиот (десен приток на Туид, влива се в Северно море) го отделя от Южношотландските възвишения (в някои източници възвишението Чевиот Хилс се причислява към Южношотландските възвишения), а на юг долината на река Саут Тайн (дясна съставяща на Тайн, влива се в Северно море) – от Пенинските планини). Максимална височина връх Те Чевиот (816 m), издигащ се в крайната им североизточна част, а на югозапад до 608 m. Възвишението е изградено от гранити, вулканични туфи, варовици и пясъчници. Основната речна мрежа е ориентирана на изток към Северно море – реките Тил (десен приток на Туид), Кокет, Уинсбек, Норт Тайн (лява съставяща на Тайн). Заето е основно от мочурища, преовлажнени пасища и торфени блата. Основен поминък на населението е овцевъдството.